# Hjoån

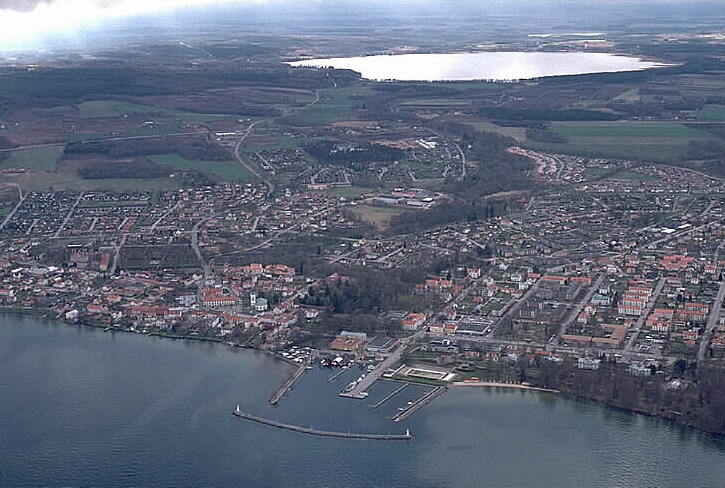
Mullsjön och Hjo i april 1990.

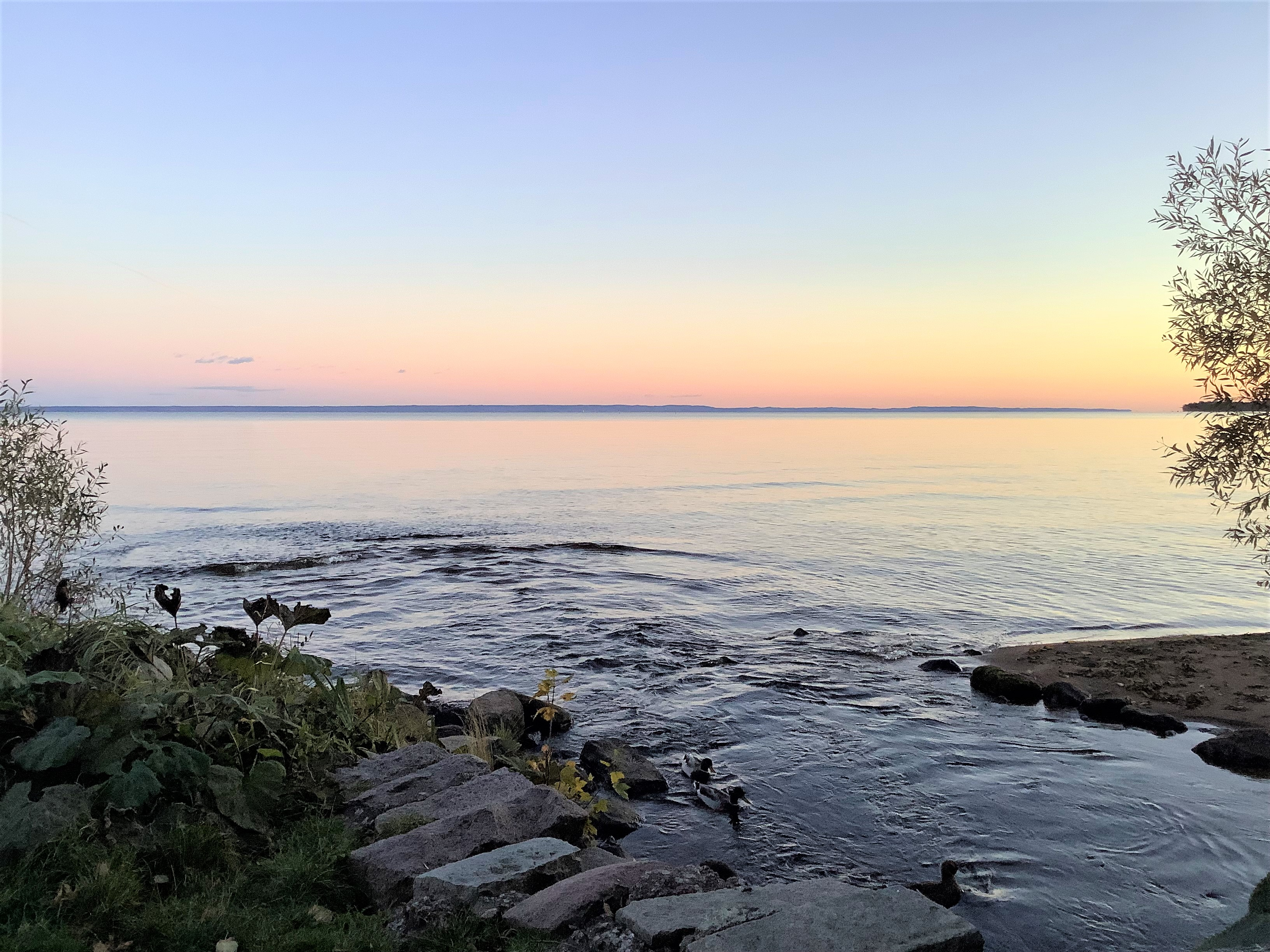
Hjoåns mynning i Vättern, 2021.

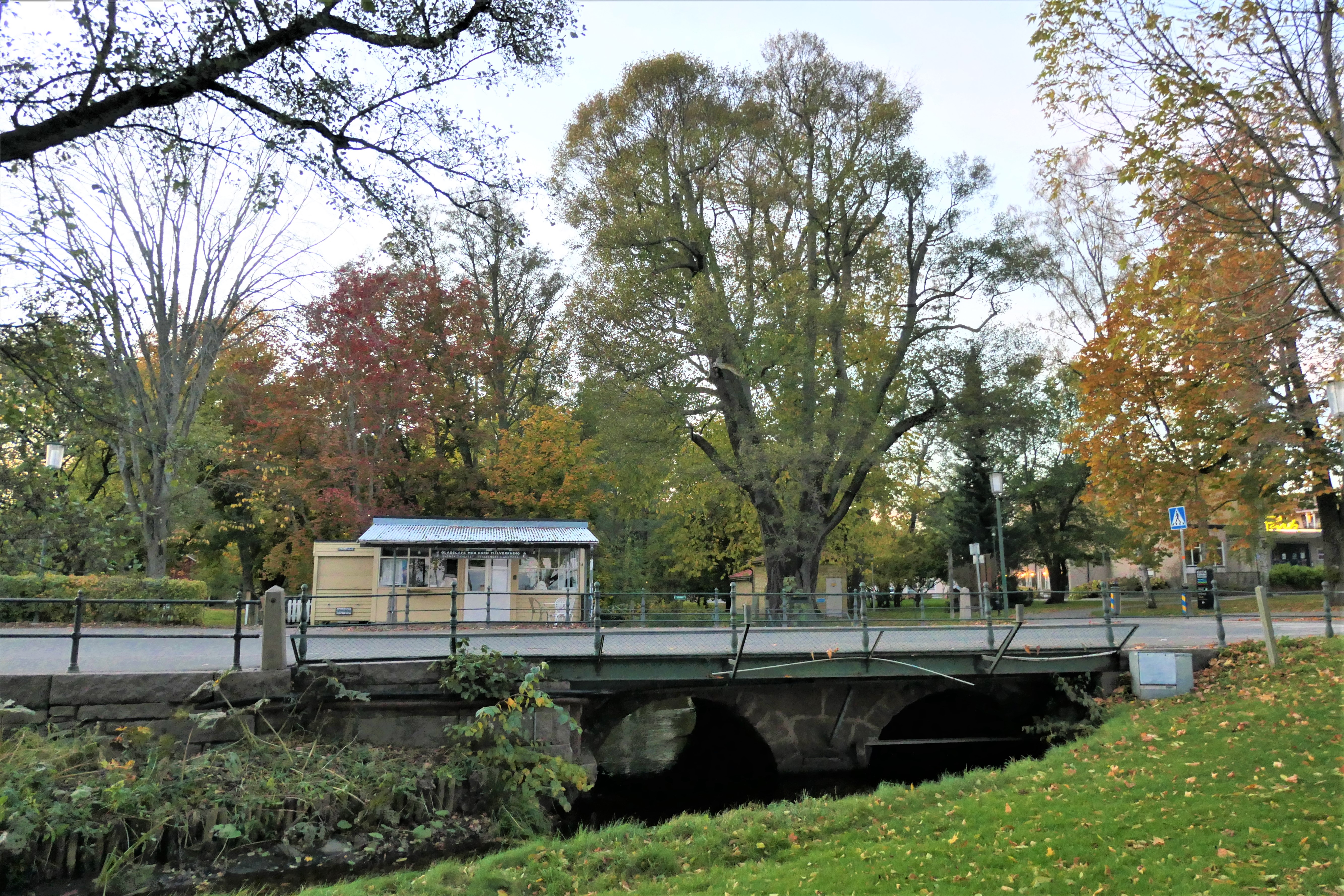
Norrbro på Hamngatan knappt hundra meter från Vättern är den bro över Hjoån som ligger längst nedströms.

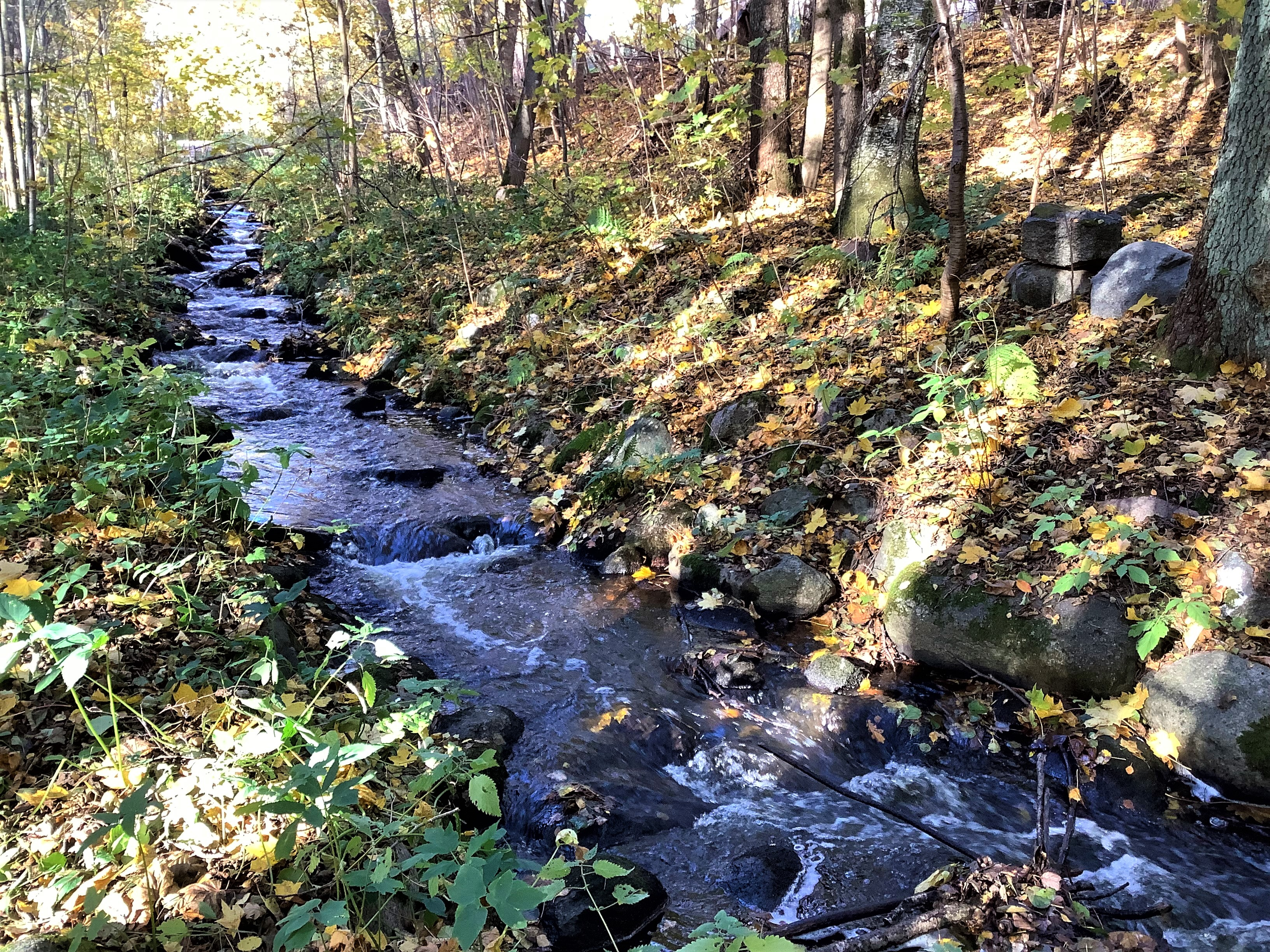
Fisktrappa vid Grebbans kvarn i Hjoåns dalgång, 2021.

Hjoån rinner ut från regleringen vid Stämmorna i Mullsjön, som sänktes 1892, och vidare genom Hjoåns dalgång ut i Vättern omedelbart söder om Hjo hamn. Ån är omkring fem kilometer lång. Ett restaureringsarbete inriktat på att återskapa vätteröringens forna lekplatser i Hjoåns vattensystem har pågått i många år. Numera är hela ån genom öringstrappor tillgänglig för från Vättern uppvandrand fisk, som kan röra sig fritt i systemet på samma sätt som fisken kunde göra innan man började utvinna vattenkraft i ån.
Åmynningen har sedan medeltiden varit anläggningsplats för båttrafik över Vättern för bland annat Alvastra klosters behov. Hertig Johan anlade 1610 på södra sidan av åmynningen Hertig Johans brygga ut i Vättern. Senare har en utgrävd bassäng mellan Norrbro och Vättern utnyttjats som hamn, innan en riktig hamn anlades strax norr om åmynningen 1851–1955.

## Naturreservatet Hjoåns dalgång
Huvudartikel: Hjoåns dalgång
Ungefär halva sträckan av Hjoån, nedströms från Länsväg 195 och Herrekvarn till åmynningen i Vättern, är sedan 2001 ett kommunalt naturreservat.

## Kraftverk
Ägarna till Hjo Mekaniska Verkstad, bröderna Carl och Victor Smedberg, köpte 1900 Hammarns Kvarn, lät anlägga den större Strömsdalsdammen och byggde Hjos första kraftverk där. Detta försörjde Hjo med el fram till långt in på 1950-talet. Dammen är numera riven.

## Bildgalleri

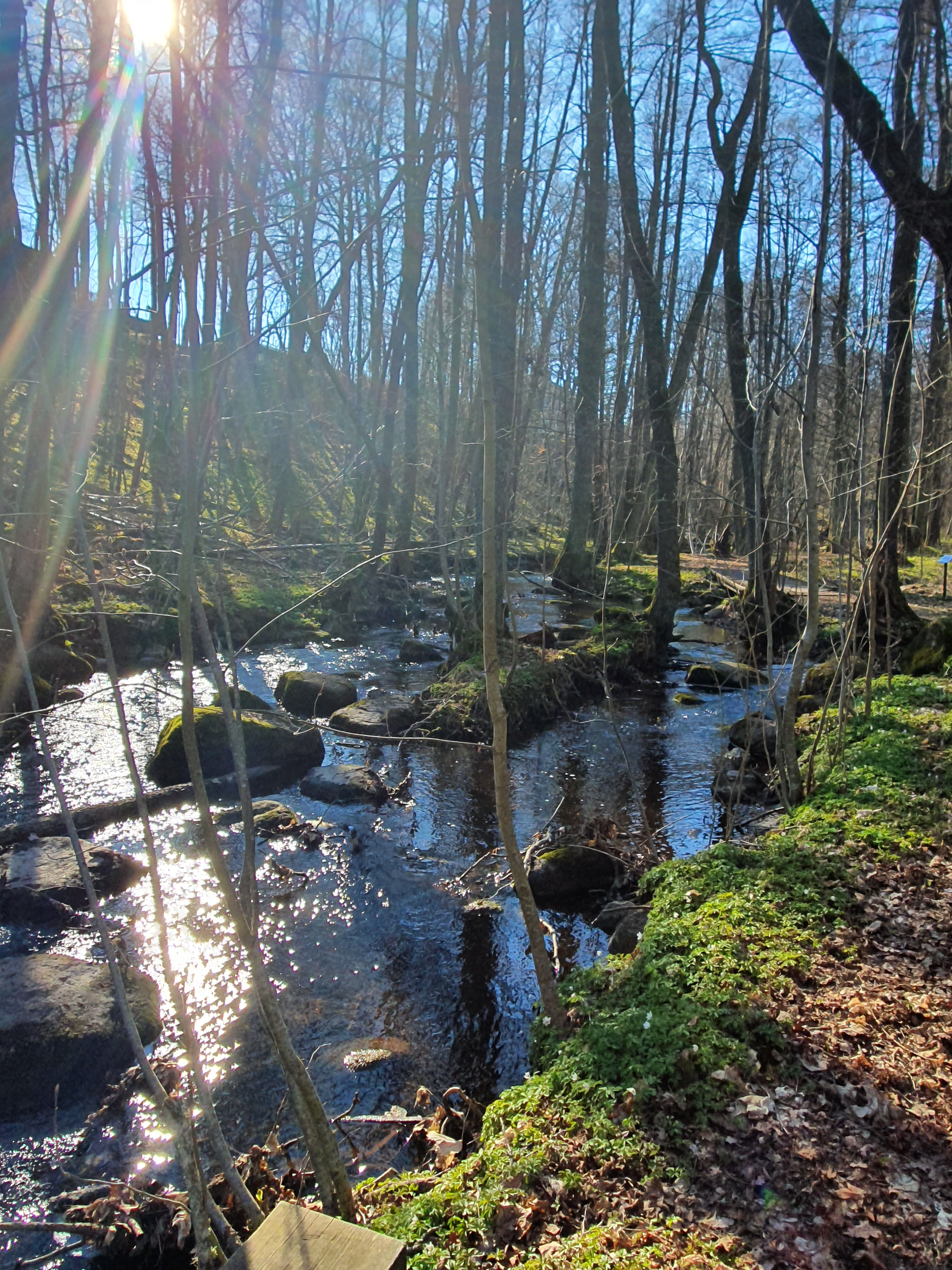
Hjoån
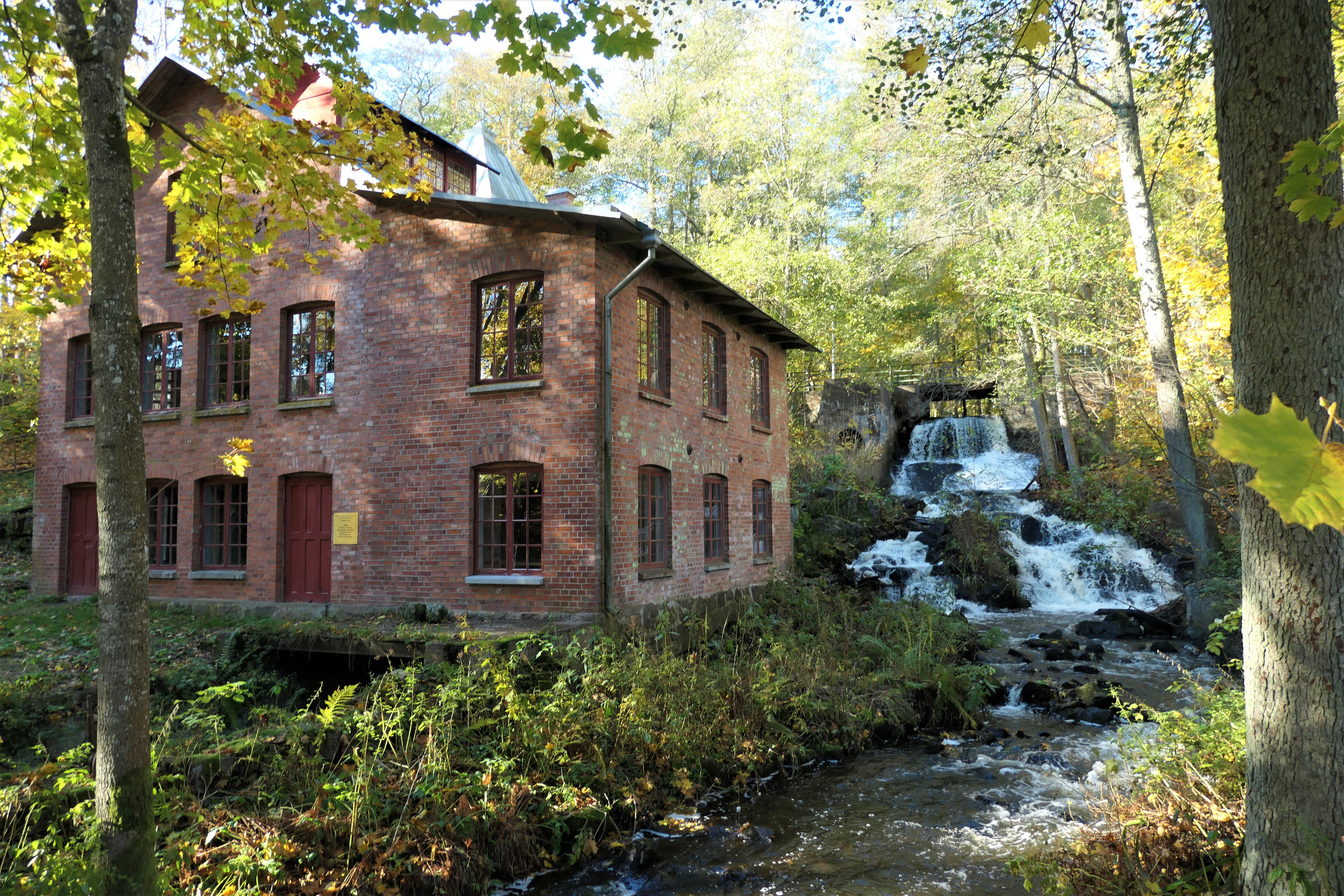
Grebbans kvarn
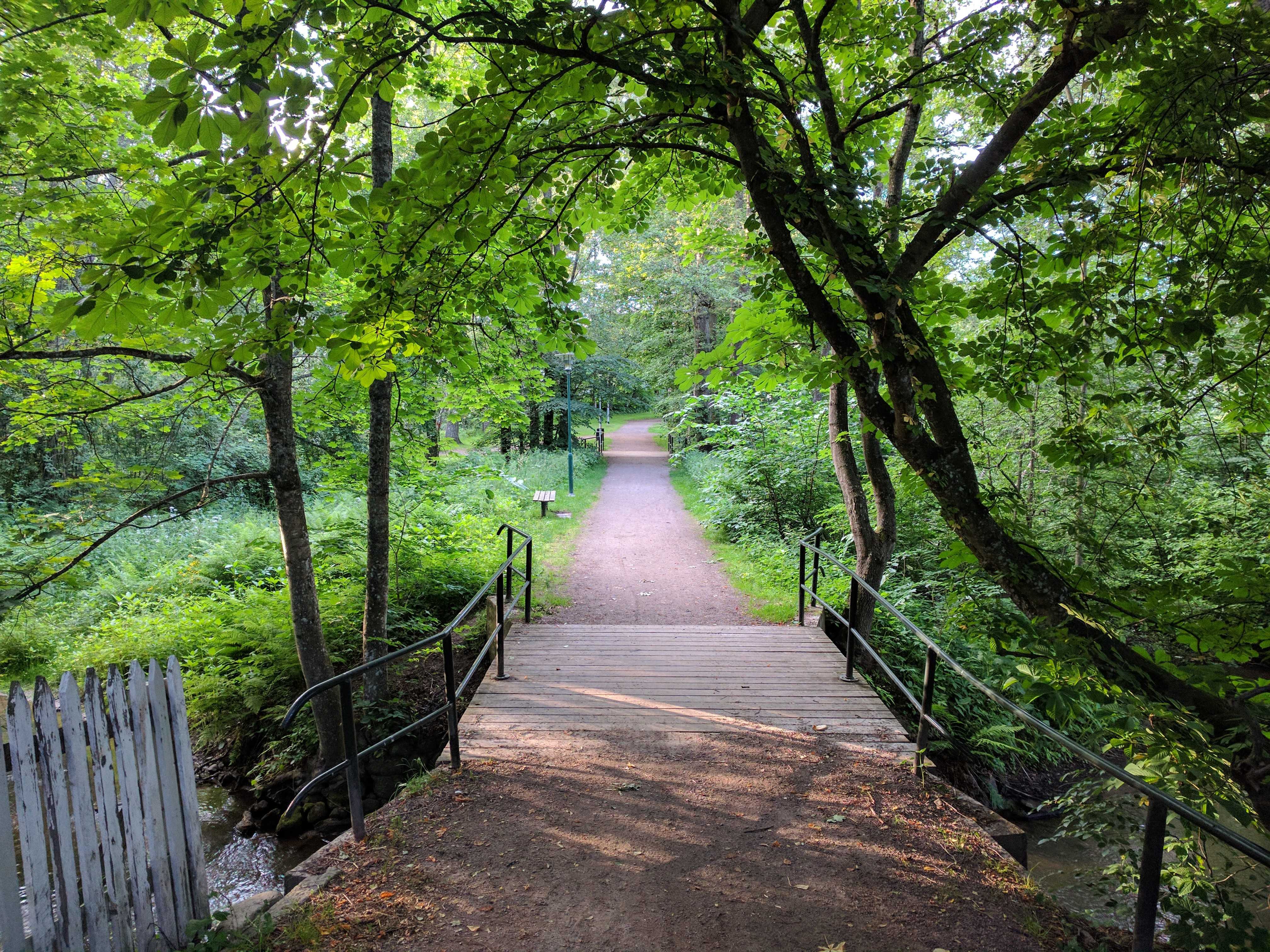
Bro över Hjoån vid Ånabacken